# Terry Rossio

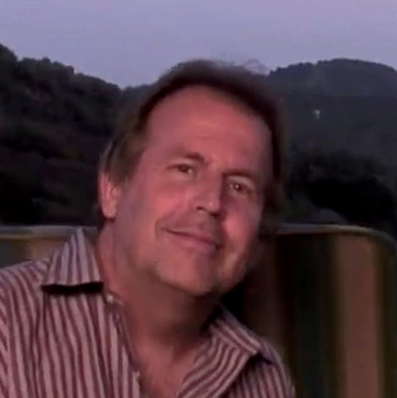
Terry Rossio (2009)

Terry Rossio (Kalamazoo (Michigan), 2 juli 1960) is een Amerikaans scenarioschrijver.
Rossio schreef de films Aladdin en Shrek en de filmreeks Pirates of the Caribbean. Hij was genomineerd voor een Oscar voor beste aangepaste scenario voor de film Shrek en won met dezelfde film een Annie Award voor het schrijven in een productiefunctie en een British Academy Film Award voor beste bewerkte scenario. Hij werkt regelmatig samen met collega schrijver Ted Elliott.

## Filmografie
- 1989: Little Monsters (script)
- 1992: Aladdin (script)
- 1994: The Puppet Masters (script)
- 1998: Godzilla (verhaal)
- 1998: Small Soldiers (script)
- 1998: The Mask of Zorro (script)
- 2000: The Road to El Dorado (script)
- 2001: Shrek (script)
- 2002: Treasure Planet (verhaal)
- 2003: Pirates of the Caribbean: The Curse of the Black Pearl (script)
- 2005: The Legend of Zorro (verhaal)
- 2006: Pirates of the Caribbean: Dead Man's Chest (script)
- 2006: Déjà Vu (script)
- 2007: Pirates of the Caribbean: At World's End (script)
- 2007: National Treasure: Book of Secrets (verhaal)
- 2011: Pirates of the Caribbean: On Stranger Tides (script)
- 2013: The Lone Ranger (script)
- 2017: Pirates of the Caribbean: Dead Men Tell No Tales (ook bekend als: Pirates of the Caribbean: Salazar's Revenge) (verhaal)
- 2021: Godzilla vs. Kong (verhaal)